# 유럽 부흥 개발 은행
유럽 부흥 개발 은행(-復興開發銀行, European Bank for Reconstruction and Development, EBRD)은 동구권과 소련의 붕괴에 따른 민간 경제 부문의 지원을 위해 1991년에 설립된 유럽 지역 은행이다. 본부는 영국 런던에 있다.

## 회원국

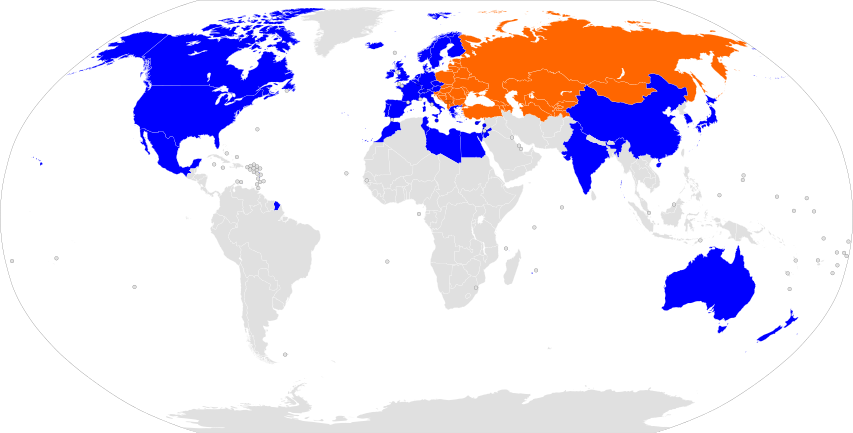
유럽 부흥 개발 은행 회원국
자금을 받는 국가
자금을 조달하는 국가 또는 기관

### 자금을 받는 국가
- 알바니아 (1991년 12월 18일)
- 아르메니아 (1992년 12월 7일)
- 아제르바이잔 (1992년 9월 25일)
- 벨라루스 (1992년 6월 10일)
- 보스니아 헤르체고비나 (1996년 6월 17일)
- 불가리아 (1990년 5월 29일)
- 크로아티아 (1993년 4월 15일)
- 에스토니아 (1992년 2월 28일)
- 조지아 (1992년 9월 4일)
- 헝가리 (1990년 5월 29일)
- 카자흐스탄 (1992년 7월 27일)
- 키르기스스탄 (1992년 6월 5일)
- 라트비아 (1992년 3월 18일)
- 리투아니아 (1992년 3월 5일)
- 북마케도니아 (1993년 4월 21일)
- 몰도바 (1992년 5월 2일)
- 몽골 (2000년 10월 9일)
- 몬테네그로 (2006년 6월 3일)
- 폴란드 (1990년 5월 29일)
- 루마니아 (1990년 5월 29일)
- 러시아 (1992년 4월 9일)
- 세르비아 (2001년 1월 19일)
- 슬로바키아 (1993년 1월 1일)
- 슬로베니아 (1992년 12월 23일)
- 타지키스탄 (1993년 1월 1일)
- 투르크메니스탄 (1992년 6월 1일)
- 우크라이나 (1992년 4월 13일)
- 우즈베키스탄 (1992년 4월 30일)

### 자금을 조달하는 국가 또는 기관
- 오스트레일리아 (1990년 5월 29일)
- 오스트리아 (1990년 5월 29일)
- 벨기에 (1990년 5월 29일)
- 캐나다 (1990년 5월 29일)
- 키프로스 (1990년 5월 29일)
- 체코 (1993년 1월 1일)
- 덴마크 (1990년 5월 29일)
- 이집트 (1990년 5월 29일)
- 핀란드 (1990년 5월 29일)
- 프랑스 (1990년 5월 29일)
- 독일 (1990년 5월 29일)
- 그리스 (1990년 5월 29일)
- 아이슬란드 (1990년 5월 29일)
- 아일랜드 (1990년 5월 29일)
- 이스라엘 (1990년 5월 29일)
- 이탈리아 (1990년 5월 29일)
- 일본 (1990년 5월 29일)
- 대한민국 (1990년 5월 29일)
- 리히텐슈타인 (1990년 5월 29일)
- 룩셈부르크 (1990년 5월 29일)
- 몰타 (1990년 5월 29일)
- 멕시코 (1990년 5월 29일)
- 모로코 (1990년 5월 29일)
- 네덜란드 (1990년 5월 29일)
- 노르웨이 (1990년 5월 29일)
- 뉴질랜드 (1990년 5월 29일)
- 포르투갈 (1990년 5월 29일)
- 스페인 (1990년 5월 29일)
- 스웨덴 (1990년 5월 29일)
- 스위스 (1990년 5월 29일)
- 튀르키예 (1990년 5월 29일)
- 영국 (1990년 5월 29일)
- 미국 (1990년 5월 29일)
- 유럽 공동체 (1990년 5월 29일)
- 유럽 투자 은행 (1990년 5월 29일)

## 같이 보기
- 녹색기후기금
- 지속 가능한 발전